# ریچارد اسپیت جونیور
ریچارد اسپیت جونیور (انگلیسی: Richard Speight Jr.؛ زاده ۴ سپتامبر ۱۹۷۰) یک هنرپیشه و کارگردان اهل ایالات متحده آمریکا است.
از فیلم‌ها یا برنامه‌های تلویزیونی که وی در آن نقش داشته است می‌توان به جوخه برادران و سرعت ۲: کنترل سفر دریایی و  سریال سوپرنچرال (بازیگر و کارگردان) و کارگردانی لوسیفر اشاره کرد.